# Hanfang (sockenhuvudort i Kina, Jiangxi Sheng, lat 25,49, long 115,09)
Hanfang är en sockenhuvudort i Kina. Den ligger i provinsen Jiangxi, i den sydöstra delen av landet, omkring 360 kilometer söder om provinshuvudstaden Nanchang. Antalet invånare är 33 199. Befolkningen består av 15 560 kvinnor och 17 639 män. Barn under 15 år utgör 25,0 %, vuxna 15-64 år 65 %, och äldre över 65 år 8,0 %.
Runt Hanfang är det ganska tätbefolkat, med 199 invånare per kvadratkilometer. Närmaste större samhälle är Jiading, 17,8 km väster om Hanfang. I omgivningarna runt Hanfang växer huvudsakligen savannskog.
Genomsnittlig årsnederbörd är 1 895 millimeter. Den regnigaste månaden är maj, med i genomsnitt 339 mm nederbörd, och den torraste är oktober, med 17 mm nederbörd.